# 寺島珠雄
寺島珠雄（てらしま たまお、1925年8月5日－1999年7月22日）は、日本の詩人。東京出身。本名は大木一治。少年の頃から辻潤に傾倒、放浪しながら職を転々とし、1965年ごろから大阪で労務者生活を送る。小野十三郎に師事した。

## 著書
- 『どぶねずみの歌 廻転し、廻転する者の記録』三一書房 1970
- 『わがテロル考 詩集』VAN書房 1976
- 『私の大阪地図』たいまつ社 1977
- 『釜ケ崎旅の宿りの長いまち』プレイガイドジャーナル社 1978
- 『情況と感傷 詩集』VAN書房 1978
- 『断崖のある風景 小野十三郎ノート』プレイガイドジャーナル社 1980
- 『あとでみる地図 詩集』VAN書房 1982
- 『アナキズムのうちそとで わが詩人考』編集工房ノア 1983
- 『遠景と近状』浮遊社 1985
- 『断景 寺島珠雄詩集』浮遊社 1986
- 『酒食年表 寺島珠雄詩集』浮游社 1987
- 『神戸備忘記 詩集』浮游社 1988
- 『小野十三郎ノート 別冊』松本工房 1997
- 『南天堂 松岡虎王麿の大正・昭和』皓星社 1999

### 共編著
- 『日本の反政治詩集』向井孝、猪野健治共編 立風書房 1973
- 『労務者渡世 釜崎通信』編 風媒社 1976
- 『釜ケ崎語彙集1972-1973』編著 新宿書房 2013

## 参考
- デジタル版日本人名大事典
- エムプティ Absolutely Comfortable